# Rafaela (2011)
Rafaela é uma telenovela mexicana produzida por Nathalie Lartilleux para a Televisa e exibida pelo Las Estrellas entre 31 de janeiro a 15 de julho de 2011, substituindo Para volver a amar e antecedendo Esperanza del corazón. 
Inicialmente era exibida às 17 horas. Porém, a partir de 14 de março de 2011 começou a ser transmitida às 16 horas.
É baseada na telenovela homônima, produzida pela Venevisión em 1977. 
A trama é protagonizada por Scarlet Ortiz e Jorge Poza, antagonizada por Diana Bracho, Chantal Andere, Arturo Carmona e Arleth Terán, com atuações estrelares dos primeiros atores Rogelio Guerra e Patricia Reyes Spíndola.

## Sinopse
Rafaela (Scarlet Ortiz) é uma bela e jovem médica que vai realizar sua especialização no hospital que dirige o doutor Rafael de la Vega (Rogelio Guerra), o pai que a abandonou desde muito pequena. Morelia (Diana Bracho), esposa de Rafael, decide desfazer-se da jovem, pois consideram a situação humilhante.
Rafaela decidiu seguir adiante, amargurada pela miséria na que vive com sua mãe Caridad (Patricia Reyes Spíndola) e seus cinco irmãos de diferentes pais: Rosalba (Tiaré Scanda), Chucho (Juan Carlos Flores), Belén (Evelyn Cedeño), Luli (Saraí Meza) e Goyito (Emmanuel Chikoto).
No hospital, ela atrai José María (Jorge Poza), um médico brilhante, machista e Dom-Juan. Mais o choque de suas personalidades é imediato, e sua rivalidade se converterá em atração. Sem dúvida, Rafaela não está disposta a entrar numa relação com José María, que é amante de uma mulher casada chamada Ileana (Arleth Terán) e cuja relação o trará muitos problemas.
Depois de uma semana de férias, aparece a esposa de José María, Mireya (Chantal Andere), que o mantém atado a ela por um grave segredo que conhece. Eles viveram uma amor em sua plenitude.
Inicialmente, Rafaela decide lutar por seu grande amor, mas acaba desistindo quando percebe que Mireya domina José María. A história de Caridad está a ponto de se repetir com Rafaela, quando esta acaba ficando grávida. Porém, sua história pode ser diferente quando Víctor (Arturo Carmona), o jogador de quem salvou a vida, acaba se apaixonando por Rafaela, e este propõe-lhe casamento e cuidar de seu filho.

## Elenco
- Scarlet Ortiz - Rafaela Martínez / Rafaela de la Vega Martínez
- Jorge Poza - José Maria Báez
- Diana Bracho - Morelia Echaverría de De la Vega
- Chantal Andere - Mireya Vival de Báez
- Rogelio Guerra - Rafael de la Vega
- Patricia Reyes Spíndola - Caridad de Martínez
- Arleth Terán - Ileana Contreras
- Tiare Scanda - Rosalba Martínez
- Rubén Zamora - Ángel Grajales
- Manuel "El Loco" Valdés - Braulio
- Arturo Carmona - Víctor Acuña
- Sheyla - Amanda
- Ilean Almaguer - Alicia de la Vega Echaverría
- Juan Carlos Flores - Chucho Martínez
- Arlette Pacheco - Amelia
- Isadora González - Elizabeth Jacome
- Jan - René Echevarría
- Manuela Imaz - Arely Herrera
- Juan Ángel Esparza - Carlos Luis Fernández
- Fernando Noriega - Pedro Cisneros
- Eduardo Rivera - Alfredo Contreras
- Nicolás Mena - Raúl Herrera
- Katherine Kellerman - Delia
- Silvia Ramírez - Camila Rojas
- Isabel Martínez "La Tarabilla" - Rosario
- Michelle Ramaglia - Felipa
- Rosángela Balbó - Sara
- Teo Tapia - Ernesto
- Jorge Alberto Bolaños - Porfirio
- Mario Sauret - Cosme
- Gabriel de Cervantes - Ezequiel
- Evelyn Cedeño - Belén Martínez
- Sarai Meza - Luli Martínez
- Emanuel Chikoto - Goyito Martínez
- Lourdes Canale - Doña Rocío
- Silvia Suárez - Suzette
- Sergio Jurado - Bruno
- Óscar Ferreti - Canito
- [[Hugo Macías Macotela - Lino
- Geraldine Galván - Lupita
- Fernanda Ruiz - Refugio
- Arturo Laphan - Enrique
- Harding Junior - El Negro
- Mayahuel del Monte - Ninón
- Antonio Zamudio - Cienfuegos
- Oswaldo Zárate - El Flaco
- Marina Marín - Flor
- Maricruz Nájera - Constanza
- Ana Isabel Corral - Genoveva
- Rafael del Villar - Fernando
- Aurora Clavel - Refugio
- Sofía Tejeda - Isabel
- Javier Ruán - Chamula
- Yulyenette Anaya - Romana
- Benjamín Rivero - Fabián
- María Sandoval - Berta
- Roberto Romano - Roger

## Audiência
Estreou com uma média de 15.5 pontos. Sua menor audiência é 10 pontos, alcançada em 24 de maio de 2011, já em novo horário. Seu último capítulo bateu recorde de audiência, alcançando de 17.9 pontos. Teve média geral de 12.9 pontos.

## Versões
- Rafaela, novela produzida pela Venevisión em 1977 e foi protagonizada por Chelo Rodríguez e Arnaldo André.

- Alejandra  novela produzida pela RCTV em 1994 e protagonizada por María Conchita Alonso e Jorge Schubert.